# Johan Cruijff Arena
Johan Cruijff Arena (pronunție în neerlandeză [ˌɑms.tər.ˈdɑm a.ˈreɪ̯.na]) este un stadion de fotbal din Amsterdam, Olanda. Pe arenă își dispută meciurile de acasă echipa Ajax Amsterdam. Acesta este cel mai mare stadion din Olanda și primul stadion din Europa cu acoperiș retractabil.
Stadionul Johan Cruijff Arena, ce aparține echipei de fotbal Ajax Amsterdam, a fost inaugurat la 14 august 1996. Clubul permite vizitarea stadionului, ce are peste 54.990 de locuri. Construit cu un buget de peste 150 milioane de euro, Johan Cruijff Arena este primul stadion cu un pasaj subteran, și este de asemenea primul stadion cu acoperiș glisant din Europa. Suprafața stadionului este de 35.000 mp ceea ce reprezintă echivalentul a 4 gazoane.
Johan Cruijff Arena nu este folosit numai pentru meciurile de fotbal, ci și în alte scopuri: prezentare de produse, reprezentații teatrale, petreceri organizate de companii private, concerte (Rolling Stones a ținut aici 8 concerte) și multe alte evenimente.
Pe 15 mai 2013 arena a găzduit Finala UEFA Europa League.